# Trocadero (bevanda)

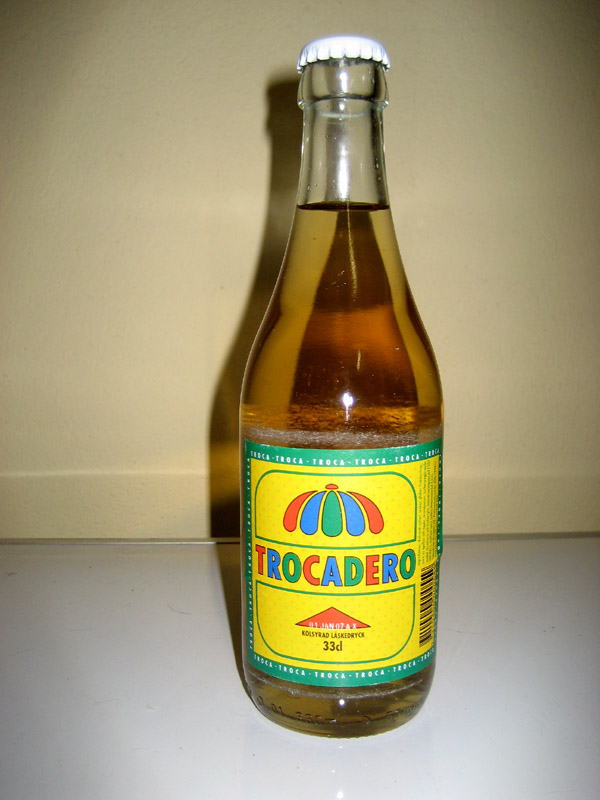
Una bottiglia di Trocadero

Trocadero è una bevanda non alcolica soft drink di produzione svedese a base di caffeina, aromatizzata alla mela e all'arancia. È molto popolare, in particolare nella parte settentrionale del paese nordico. 
È prodotta da Saturnus AB dal 1953. Diversi produttori di birra svedese producono Trocadero, tra cui Kopparbergs, Spendrups e Nyckelbryggerier.